# Tiếng Rekhta
Tiếng Rekhta (tiếng Urdu: ریختہ, [ˈɾeːx.t̪ə], tiếng Hindi: रेख़्ता, [ˈɾeːxt̪ɑ]), là giai đoạn đầu tiên của phương ngữ Delhi của ngôn ngữ Hindustan khi phương ngữ cơ sở của nó chuyển sang phương ngữ Khariboli. Phong cách này phát triển trong hai chữ viết Ba Tư-Ả Rập và cũng ngư Devanagari sau này và được coi là dạng thức ban đầu của tiếng Urdu và tiếng Hindi.